# Bob Corbin

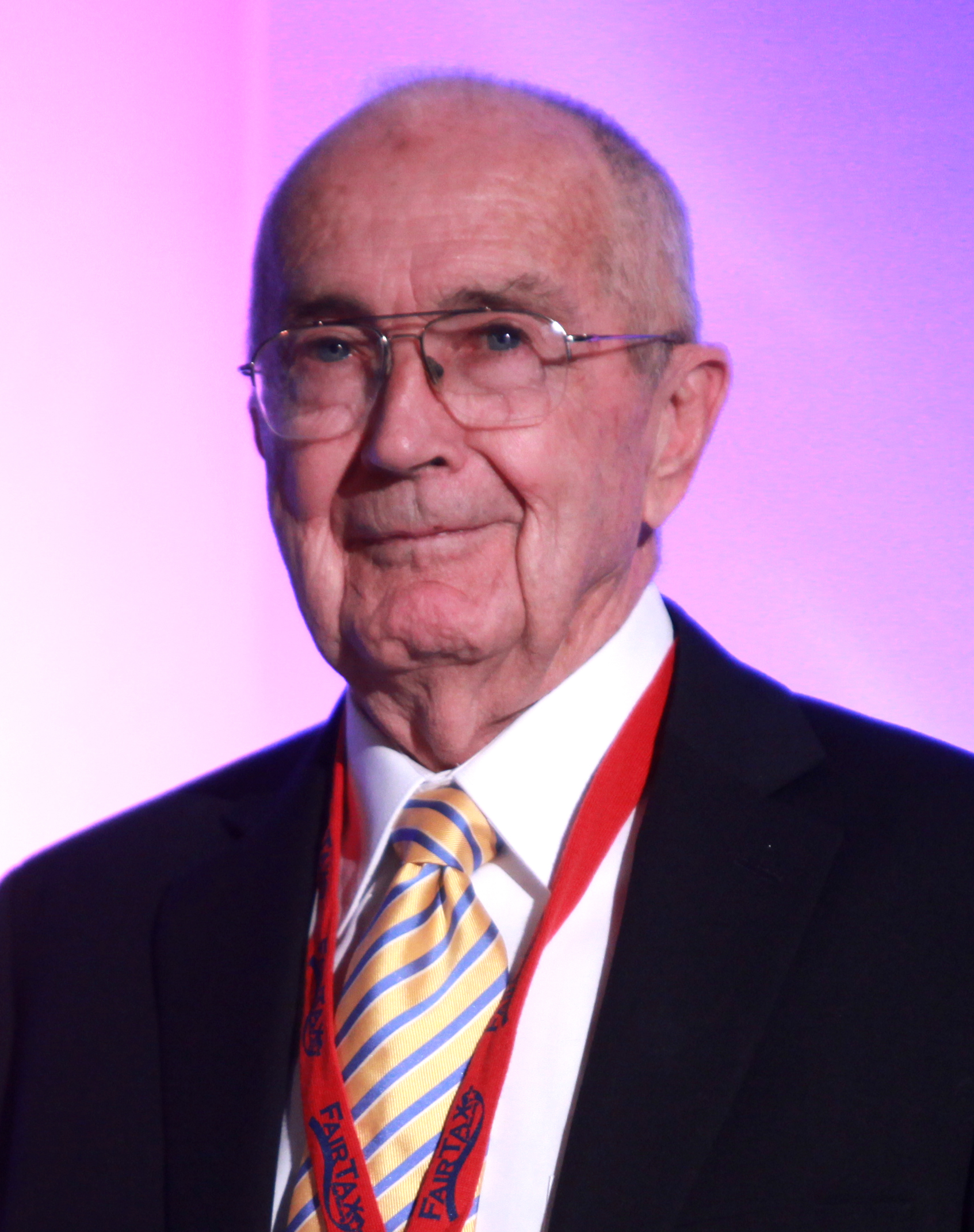
Bob Corbin (2014)

Robert K. „Bob“ Corbin (* 17. November 1928 in Worthington, Indiana) ist ein US-amerikanischer Jurist und Politiker (Republikanische Partei).

## Werdegang
Bob Corbin wurde 1928 im Greene County geboren. Seine Jugend war von der Weltwirtschaftskrise überschattet. Als er mit der Highschool fertig war, trat er 1946 in die US-Navy ein. Nach seinem Militärdienst kehrte er nach Indiana zurück. In der Folgezeit ging er auf die Indiana University, wo er einen Bachelor machte. Danach studierte er Jura an der Indiana Law School und graduierte mit einem Juraabschluss. Während seiner Studienzeit an der Indiana University verfasste er einen Aufsatz über die Lost Dutchman’s Gold Mine, was bei ihm die Faszination für die verlassenen Bergbauminen und die Schätze auslöste. Es war einer der Gründe seines Umzugs nach Arizona. Sein Forschungsdrang betraf insbesondere die Lost Dutchman's Gold Mine und die Superstition Mountains in Zentralarizona. Daher ließ er sich in dem Gebiet nieder.
Seinen ersten Trip in die Berge unternahm er mit einem Freund im Sommer 1957 von Tortilla Flat (Maricopa County) aus nach Süden in die raue Wildnis. Auf ihrem Rückweg kamen sie durch die Surprise Canyon Formation durch und erreichten schließlich völlig erschöpft Tortilla Flat. Dieser Trip veranlasste ihn nie mehr in den Sommermonaten, insbesondere im Juli, in den Superstition Mountains zu wandern. Corbin war fasziniert von den Goldsuchern, ihrer Geschichten und den Überlieferungen aus der Gegend. Bei jeder Gelegenheit an den Wochenenden ging er in den Bergen wandern. Er unternahm Erkundungsreisen in die bergige Wildnis. Dabei genoss er die Schönheit, Ruhe und Einsamkeit dieses Terrains.
1958 wurde er zum Maricopa Deputy County Attorney ernannt – ein Posten, welchen er bis 1960 innehatte. Im November 1964 wurde er zum Maricopa County Attorney gewählt. Er bekleidete den Posten von 1965 bis 1968. Danach wurde er 1972 in den Bezirksrat vom Maricopa County gewählt. Corbin kandidierte 1978 erfolgreich für den Posten des Attorney General von Arizona. In der Folgezeit wurde er zweimal wiedergewählt, 1982 und 1986. Er bekleidete den Posten von 1979 bis zu seiner Pensionierung im Januar 1991.
Danach genoss er mit seiner Ehefrau Helen in der Nähe von Prescott (Yavapai County) seinen Ruhestand, bis sie nach 49 Ehejahren verstarb. Das Paar bekam drei Töchter.
Während des Wahlkampfs von 2014 für den Posten des Attorney Generals von Arizona unterstützte er die Kandidatur von Mark Brnovich.
Coffin ist Mitglied der National Rifle Association (NRA) und war auch Präsident dieser Organisation. Er ist ein starker Anhänger der Verfassung der Vereinigten Staaten und der verabschiedeten Gesetze. Sein steter Grundsatz war „the law is the law.“ Coffin erhielt im Laufe seines Lebens viele lokale, staatliche und nationale Auszeichnungen für seine Hingabe im öffentlichen Dienst.